# Not Dead Yet
Not Dead Yet est une série télévisée américaine en 23 épisodes de 22 minutes créée par Casey Johnson et David Windsor, diffusée entre le 8 février 2023 et le 24 avril 2024 sur le réseau ABC et en simultané au Canada sur CTV 2. Les quatre premiers épisodes de la deuxième saison (février 2024) ont été diffusés sur le réseau CTV.
En Belgique, elle est disponible depuis mai 2023 sur Disney+, sous le titre Not Dead Yet : Confessions d'une quadra à la ramasse, et au Québec à la télévision à partir du 24 janvier 2024 sur Elle Fictions.

## Synopsis
Not Dead Yet suit Nell Serrano (Gina Rodriguez), une femme nouvellement divorcée et fauchée, se décrivant comme un désastre ambulant, qui s’efforce de faire repartir sa vie et la carrière qu’elle a laissée en suspens pendant 10 ans. Lorsqu’elle décroche le seul emploi qui s’offre à elle, écrire des nécrologies, Nell commence à recevoir des conseils de vie venant d’une source impropable.

## Distribution

### Acteurs principaux
- Gina Rodriguez (VF : Alice Taurand) : Nell Serrano
- Lauren Ash (VF : Ingrid Donnadieu) : Lexi
- Hannah Simone (VF : Fily Keita) : Sam
- Rick Glassman (VF : Jim Redler) : Edward
- Josh Banday (VF : Mike Fédée) : Dennis
- Angela E. Gibbs (VF : Pascale Vital) : Cricket
- Brad Garrett (VF : Emmanuel Jacomy) : Duncan Rhodes, père de Lexi (saison 2)

### Acteurs récurrents
- Maile Flanagan (en) (VF : Chantal Baroin) : Tina
- Jimmy Bellinger (de) (VF : Erwan Tostain) : Mason
- Jesse Garcia (VF : Thierry Wermuth) : T.J. (saison 2)

### Invités
- Martin Mull (VF : Philippe Peythieu) : Monty
- Mo Collins : Jane Marvel
- Brittany Snow : Piper
- Rory O'Malley (en) : Ben
- Don Lake (VF : Arnaud Arbessier) : Rand
- Julia Sweeney (VF : Marie-Frédérique Habert) : Terri Lawrence
- Tony Plana : Carlos Garza
- Paula Pell : Marlena
- Ed Begley Jr. : Bill
- Telma Hopkins : Susie
- Rhea Perlman : Janice
- Ed Weeks (en) : Phillip
- Adhir Kalyan (VF : Kévin Goffette) : Keith (saison 2)
- Nico Santos : Teddy (saison 2)
- Wendie Malick (VF : Blanche Ravalec) : Mary Sue Manners (saison 2)
- Rob Corddry : Andrew Michaels (saison 2)
- Cedric Yarbrough : Paul (saison 2)
- Marla Gibbs (VF : Marie Bouvier) : Nana Sugar (saison 2)
- Chelsea Handler : Sharon (saison 2)
- Matt Walsh : Frederick P. Moreau (saison 2)
- Jenifer Lewis (VF : Marie Bouvier) : Donna (saison 2)
- Malcolm Barrett : Quentin (saison 2)

 Source et légende : version française (VF) sur RS Doublage

## Production
En février 2022, ABC commande un pilote du projet de Casey Johnson et David Windsor.
Le casting débute le mois suivant avec Gina Rodriguez, Josh Banday, Jessica St. Clair (Annabel), Mary Elizabeth Ellis (Fiona), Angela Gibbs et Rick Glassman.
Satisfaits du pilote, ABC commande la série le 13 mai 2022. Trois jours plus tard, la production annonce un recasting.
En août, Hannah Simone et Lauren Ash rejoignent la distribution dans de nouveaux rôles.
Le 16 mai 2023, la série est renouvelée pour une deuxième saison. En décembre, Brad Garrett est ajouté dans un rôle principal.
Le 10 mai 2024, la série est annulée.

## Épisodes

### Première saison (2023)
1. Épisode pilote (Pilot)
2. Pas encore une tigresse (Not a Tiger Yet)
3. Pas encore sortie du lycée (Not Out of High School Yet)
4. Pas encore un rencard (Not Dating Yet)
5. Pas encore tourné la page (Not Moving on Yet)
6. Pas encore prête à partager (Not Ready to Share Yet)
7. Pas encore hors jeu (Not Out of the Game Yet)
8. Pas encore amis (Not Friends Yet)
9. Pas encore en miettes (Not Scattered Yet)
10. Pas encore au top (Not Well Yet)
11. Pas encore de sentiments (Not Feeling It Yet)
12. Pas encore un conte de fées (Not a Fairytale Yet)
13. Pas encore finie (Not Just Yet)

### Deuxième saison (2024)
Cette saison de dix épisodes est diffusée depuis le 7 février 2024.
1. Pas encore à la hauteur (Not Owning It Yet)
2. Pas encore de Valentin (Not a Valentine Yet)
3. Pas encore mère (Not In the Cards Yet)
4. Pas encore fréquentable (Not Polite Yet)
5. Pas encore résolu (Not Solved Yet)
6. Pas encore à la maison (Not Going Home Yet)
7. Pas encore gagné (Not in the Game Yet)
8. Pas encore toi (Not You Yet)
9. Pas encore la fin (Not the End Yet)
10. Pas encore un fantôme (Not a Ghost Yet)